# Heroin
Heroin (griechisches Kunstwort: ἡρωίνη heroine, siehe Heros), auch Diamorphin oder Diacetylmorphin (DAM), Handelsname Diaphin, ist ein halbsynthetisches, stark analgetisches Opioid und Rauschgift mit einem sehr hohen Abhängigkeitspotential bei jeder Konsumform. Trotz 1,5- bis 3-fach höherer schmerzstillender Wirksamkeit des Diamorphins im Vergleich zur Stammsubstanz Morphin ist die therapeutische Anwendung von Diamorphin (Heroin) in den meisten Ländern verboten.

## Geschichte
Die Geschichte des Konsums von betäubenden oder euphorisierenden Opiaten reicht bis ungefähr 2000 bis 3000 v. u. Z. in das alte Ägypten. Chemiker versuchten ab dem 19. Jahrhundert, ein synthetisches Äquivalent zu dem Naturstoffextrakt Opium zu finden und ein Heilmittel zu entwickeln, das schnell herzustellen war und auch entsprechend vermarktet werden konnte.

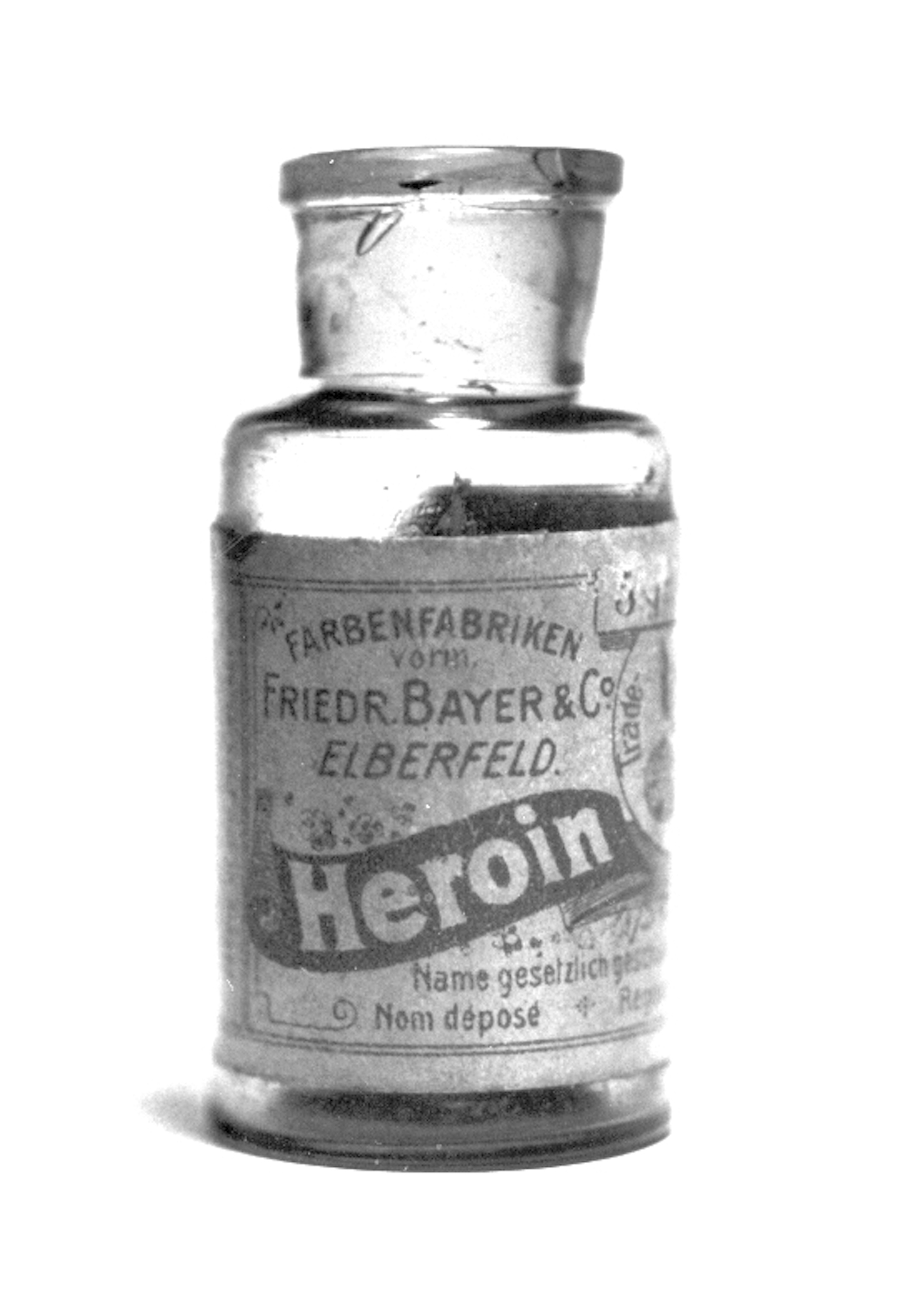
Heroin-Medikamentenflasche von Bayer

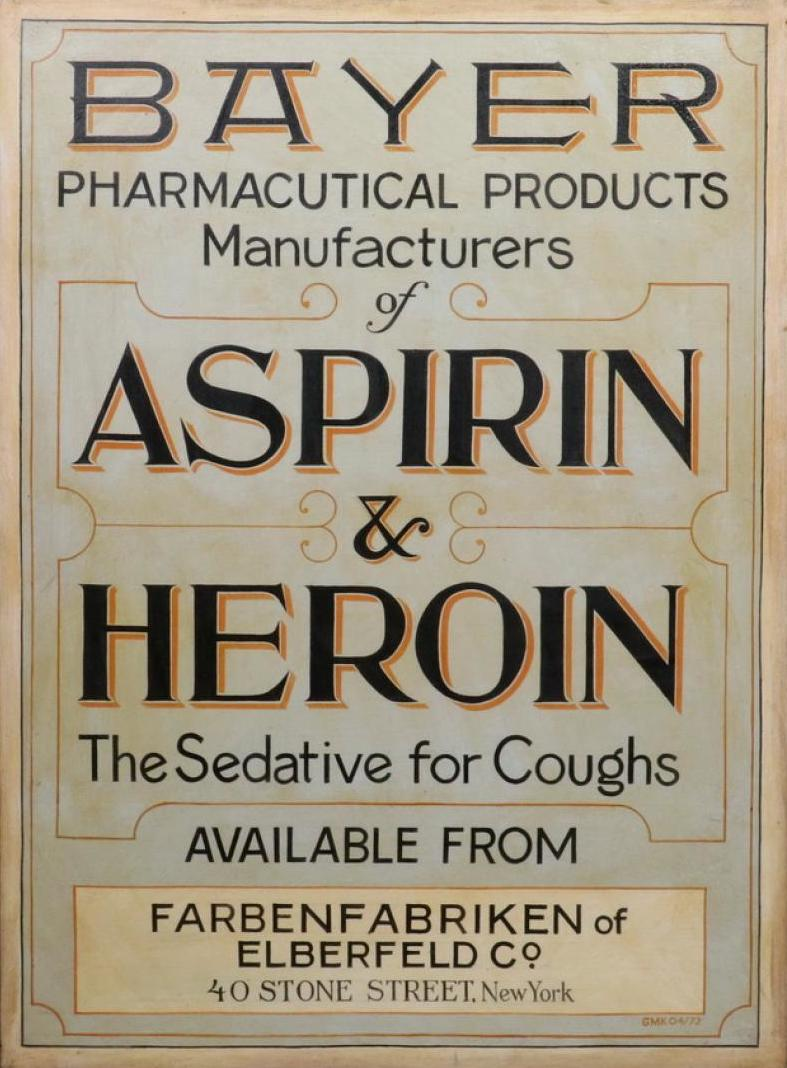
Werbeschild von Bayer für US-Apotheken, vor dem staatlichen Heroinverbot 1924

Der englische Chemiker Charles Romley Alder Wright untersuchte 1873 die Reaktionen von Alkaloiden wie Morphin mit Essigsäureanhydrid. Zwanzig Jahre später befasste sich der im Bayer-Stammwerk in Elberfeld (Wuppertal-Elberfeld) beschäftigte Chemiker und Pharmazeut Felix Hoffmann mit dieser Reaktion, die direkt zu Diacetylmorphin führte. Bayer entwickelte hieraus ein Verfahren zur Synthese von Diacetylmorphin und ließ sich dafür am 27. Juni 1898 den Markennamen „Heroin“ schützen.
Heroin wurde in einer Werbekampagne in zwölf Sprachen als ein oral einzunehmendes Schmerz- und Hustenmittel vermarktet. Es wurde außerdem bei etwa 40 weiteren Indikationen angewendet, zum Beispiel bei Bluthochdruck, Lungenerkrankungen, Herzerkrankungen, zur Geburts- und Narkoseeinleitung sowie als „nicht süchtigmachendes Medikament“ gegen die Entzugssymptome von Morphin und Opium.
Es wurde angenommen, Heroin habe alle Vorteile von Morphin, aber kaum Nebenwirkungen – zunächst wurden lediglich Verstopfung und leichte sexuelle Lustlosigkeit als solche vermutet. Heroin wurde von vielen Ärzten und Patienten zunächst positiv aufgenommen.
Doch 1904 wurde erkannt, dass Heroin noch stärker oder schneller als Morphin abhängig macht und dass Patienten bei wiederholter Einnahme bald eine größere Heroinmenge brauchten, um dessen anfängliche Wirkung erneut zu erzielen. Einige Ärzte warnten, dass Heroin das gleiche Abhängigkeitspotenzial wie Morphin habe; diese Erkenntnis verbreitete sich aber nur langsam. Das lag unter anderem daran, dass die orale Darreichungsform eine relativ langsame Aufnahme des Stoffes bewirkt, wodurch starke Rauschzustände in der Regel ausblieben.
Ab etwa 1910 wurde vor allem in den Vereinigten Staaten von Amerika, wo die Morphin- und Opiumsucht häufiger und in breiteren Schichten vorkam als in Europa, die von der Droge Heroin ausgehende Gefahr erkannt. Als in den USA bekannt wurde, dass geschnupftes und insbesondere intravenös gespritztes Heroin eine weitaus stärkere Wirkung hatte, stiegen viele Opioidabhängige auf die leicht erhältliche Substanz um, die außerdem nebenwirkungsärmer als Morphin war (hinsichtlich Histaminreaktion). Die Zahl der Abhängigen stieg rasch an, so auch unter oftmals stigmatisierten und mit Opiumkonsum in Verbindung gebrachten chinesischen Einwanderern. Zunächst erließen einzelne Bundesstaaten der USA verschiedene Gesetze zwecks Verbot einiger Opioide. Später, auf der ersten Opiumkonferenz 1912, wurde zum ersten Mal ein staatenübergreifendes Verbot diskutiert.
1931 gab Bayer dem politischen Druck nach, stellte die Produktion ein und entfernte Heroin damit aus seiner Produktpalette.
Erste illegale Herstellungslabore entstanden in den 1930er Jahren in Marseille, wo sie durch die French Connection, geleitet von Paul Carbone und François Spirito, betrieben wurden. Das Rohmaterial stammte aus Indochina und der Türkei, wurde nach Frankreich geschmuggelt und dort raffiniert. Dieses Heroin wurde dann hauptsächlich in die USA gebracht.
Trotz der Verbote stieg insbesondere nach dem Zweiten Weltkrieg und nach dem Vietnamkrieg die Zahl der Heroinsüchtigen weltweit an, weil Soldaten bei ihren Einsätzen mit Morphin und Heroin in Kontakt gekommen waren. Nach 1945 organisierte vornehmlich die italo-amerikanische Mafia in Zusammenarbeit mit der italienischen Mafia sowie der French Connection den Schmuggel von Heroin in die USA (siehe Pizza Connection). Einen ersten Höhepunkt erreichte die Zahl der Heroinsüchtigen in den 1970er Jahren. US-Präsident Richard Nixon verwendete den Begriff War on drugs auf einer Pressekonferenz am 18. Juni 1971, bei der er Drogenkonsum zum “public enemy number one” erklärte. 1982 begann unter anderem der damalige US-Vizepräsident George H. W. Bush, CIA und US-Truppen dafür einzusetzen, um Drogenanbau und -handel im Ausland zu reduzieren.
Nach vorübergehenden Erfolgen hat die Zahl der Heroinabhängigen in den Jahren seit 2000 in den USA wieder stark zugenommen, wobei diesmal besonders Gebiete abseits der Ballungszentren betroffen sind. Das wird zumeist damit in Verbindung gebracht, dass seit Ende der 1990er von amerikanischen Ärzten vermehrt Opioide wie Oxycodon, Hydrocodon und Fentanyl verschrieben wurden. Sind Patienten von diesen abhängig geworden, steigen sie oft auf das weitaus billigere Heroin um: Vier von fünf Heroinsüchtigen in den USA haben zuerst verschreibungspflichtige Opioide genommen (siehe Opioidkrise in den USA). Dieser Umstand wird insbesondere von mexikanischen Drogenkartellen genutzt, deren illegale Heroinproduktion Schätzungen zufolge alleine in den Jahren zwischen 2005 und 2009 um 600 Prozent gesteigert wurde, um die gewachsene Nachfrage in den USA zu bedienen. Die Süchtigen entstammen nun stärker als früher allen Gesellschaftsschichten und Bevölkerungsgruppen. 2015 starben fast 13.000 US-Amerikaner an einer Heroin-Überdosis, dies waren 23 Prozent mehr als 2014.
In der Bundesrepublik Deutschland wurde Heroin bis 1958 legal verkauft. Es wurde anschließend durch das Betäubungsmittelgesetz verboten.
Der medizinische Einsatz von Heroin ist heute in mehreren Staaten – darunter seit 2009 auch wieder Deutschland – unter strengen Auflagen erlaubt; es gibt eine legale Heroinproduktion.

## Herstellung

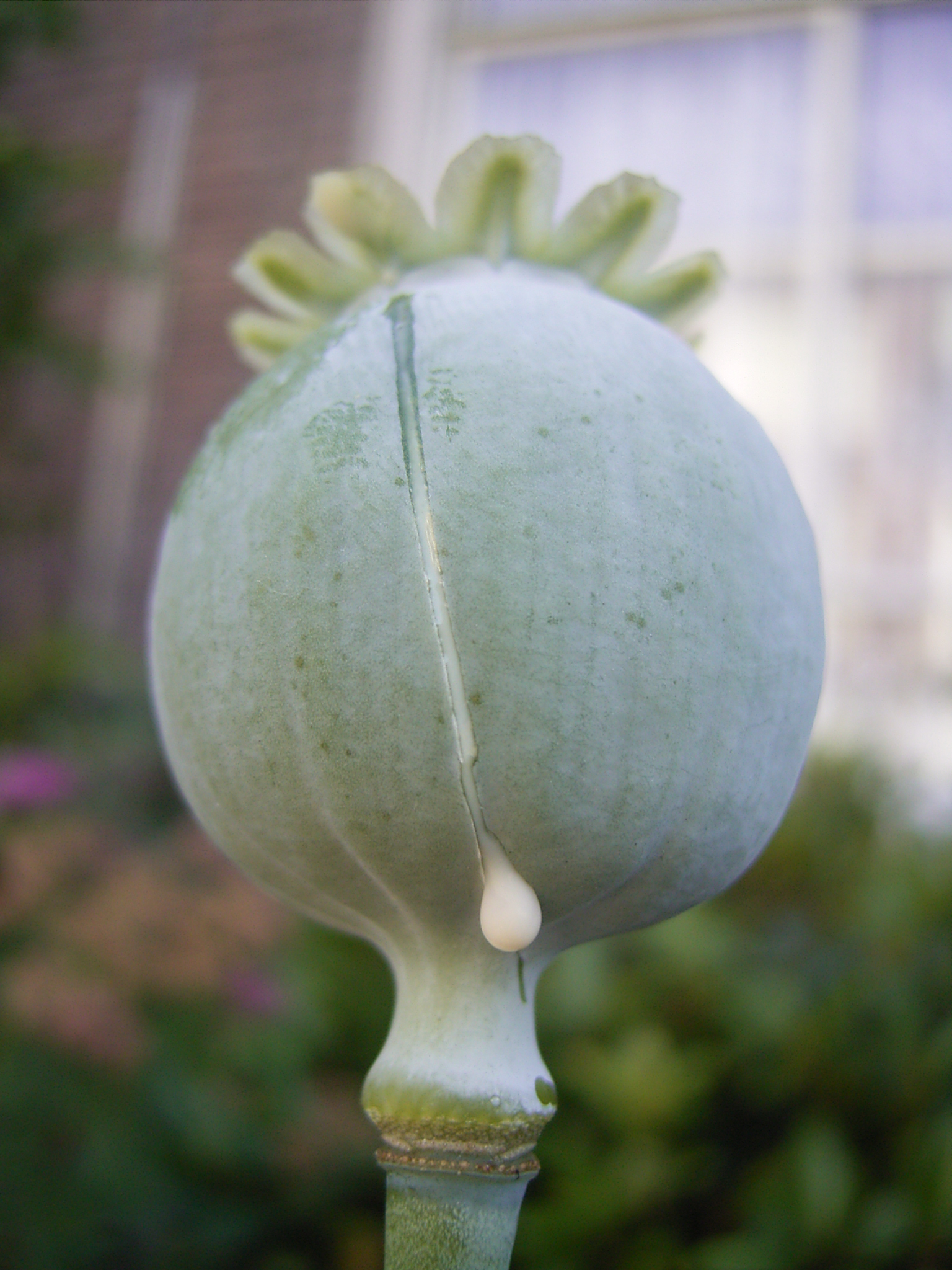
Durch Anritzen unreifer Samenkapseln gewonnener Milchsaft von Papaver somniferum liefert beim Trocknen Opium.

Morphin – ein Opiat

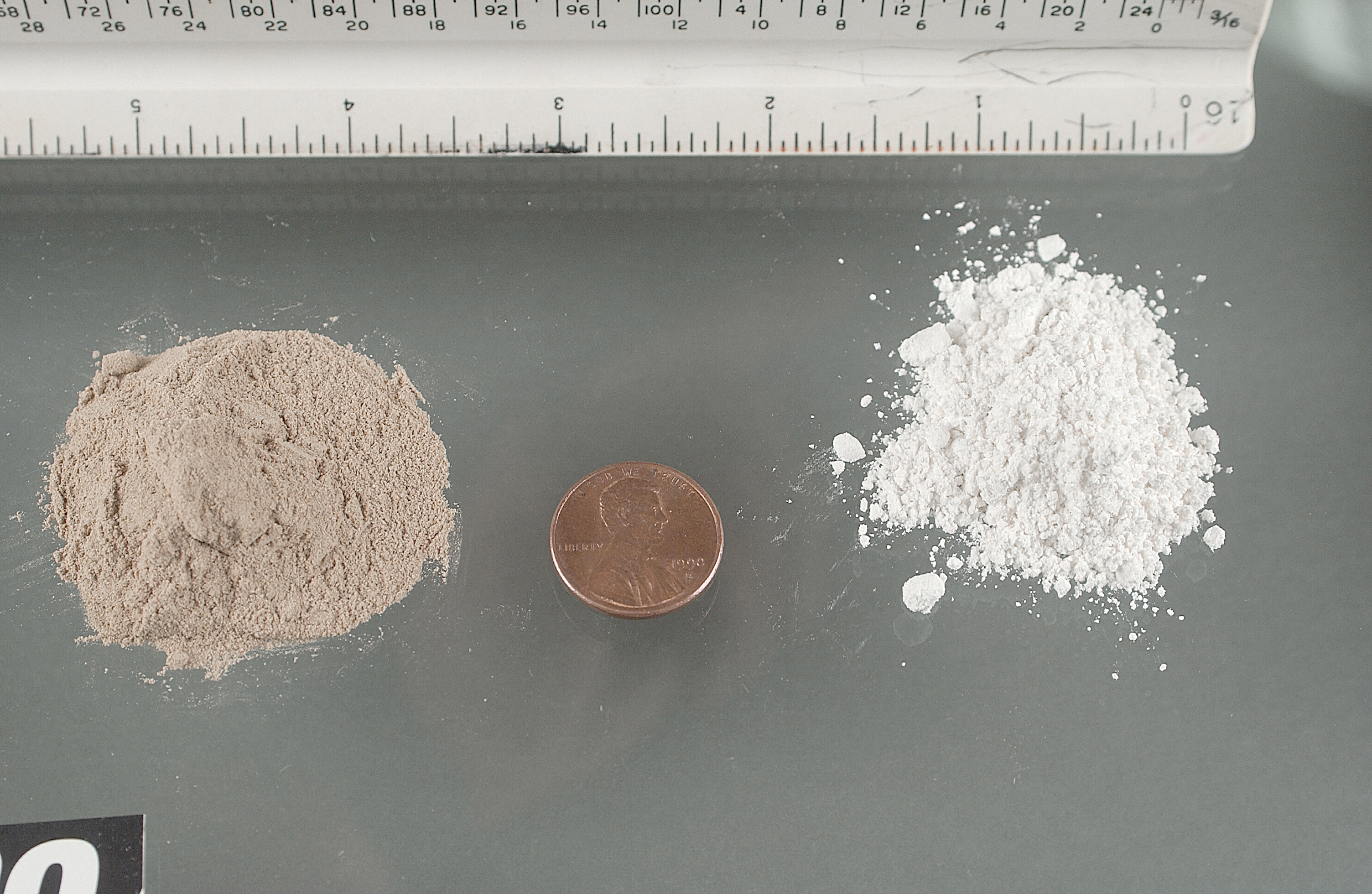
Braunes und weißes Heroin

Heroin wird halbsynthetisch hergestellt, Ausgangssubstanz ist dabei das Morphin. Gewonnen wird Morphin als Extrakt aus Rohopium, dem getrockneten Milchsaft aus den Samenkapseln des Schlafmohns (Papaver somniferum). Zur Herstellung von Heroin wird die im ersten Bearbeitungsschritt gewonnene Morphinbase an den beiden Hydroxy-Gruppen mittels Essigsäureanhydrid (Acetanhydrid) oder Essigsäurechlorid acetyliert und zur Heroinbase umgewandelt. Als Nebenprodukt kann monoacetyliertes Morphin entstehen (z. B. 6-MAM). Unter Zugabe von organischen Lösungsmitteln (z. B. Aceton) und Salzsäure entsteht ggf. in einem weiteren Schritt das sogenannte Heroinhydrochlorid. Reines Heroin ist sowohl als Base als auch als Hydrochlorid-Salz ein farbloser kristalliner Feststoff.

## Pharmakologie

### Wirkung
Diacetylmorphin hat ähnlich wie Morphin eine euphorisierende und analgetische Wirkung, normaler Schlaf wird durch die Verabreichung aber eher gestört. Es wirkt je nach Applikationsform mit einer Halbwertszeit von vier bis sechs Stunden und ist für die Organe des menschlichen Körpers nicht toxisch. Weitere Wirkungen auf den ungewöhnten Körper sind die emetische (griechisch Emesis = Brechreiz) und atemdepressive Wirkung. Die Nebenwirkung der Obstipation unterliegt keiner Toleranzbildung – der Wirkstoff wurde um die Jahrhundertwende als Mittel gegen Durchfall eingesetzt. Bei einer Überdosierung ist hauptsächlich eine Atemdepression gefährlich, die, insbesondere wenn zusätzlich andere sedierende psychotrope Substanzen wie Alkohol, Benzodiazepine oder Barbiturate im Sinne einer Polytoxikomanie hinzukommen, zum Atemstillstand mit Todesfolge führen kann (der sogenannte „goldene Schuss“). Um die Wirkung im Falle einer Überdosierung aufzuheben, werden Opioidantagonisten (zum Beispiel Naloxon) eingesetzt.

### Pharmakodynamik
Heroin bindet nur schwach an die verschiedenen Opioid-Rezeptoren, wirkt aber als Prodrug (Drogen-Vorstufe), dessen aktive Metaboliten hauptsächlich die Wirkung vermitteln. Erwähnenswert ist die hohe intrinsische Aktivität von 6-MAM am µ-Opioidrezeptor, sie ist höher als die von Morphin und ist daher mitentscheidend für die starke Ausprägung des Rauschgefühls nach intravenöser Heroininjektion.
Die Dosen, die ein körperlich Heroinabhängiger zu sich nimmt, überschreiten nicht selten das 10- bis 30fache der ursprünglich therapeutischen Dosis (Einzeldosis zur Schmerzlinderung: 2,5 bis 20 mg bei Erwachsenen) der Substanz. Wenn man den durchschnittlichen Reinheitsgrad von Schwarzmarktheroin mit berücksichtigt, der in Europa – von den Niederlanden abgesehen – für den Endkunden in der Regel zwischen 5 und 15 %, selten über 20 % (Stand 2006) beträgt – in den USA liegt der Reinheitsgrad inzwischen oft deutlich höher –, kommt ein durchschnittlicher langjähriger intravenöser Heroinkonsument mit einer Menge aus, die 100–200 mg der Reinsubstanz entspricht. Die Rechtsprechung in der Bundesrepublik Deutschland legte bei der Festlegung der nicht geringen Menge Heroin im Sinne von § 29a Betäubungsmittelgesetz zugrunde, dass eine Dosis von 50 mg bei einer nicht drogenabhängigen Person letal wirkt, obwohl diese Zahl höchstwahrscheinlich nicht der Wahrheit entspricht und einige Studien von einer weitaus höheren humanen LD50 ausgehen. Diese Zahl scheint eher für Mischkonsum zuzutreffen, der sehr häufig anzutreffen ist und in vielen Toxizitätsberichten von Krankenhäusern nach fatalen Überdosen nicht erkannt wird, speziell, wenn die Substanzen mit einem Standard-Drogenscreening nicht erfassbar sind oder es sich um den weitaus verbreitetsten fatalen Mischkonsum, den mit Ethanol, handelt.
Die Wirkung von Heroin hält bei Konsumenten ohne Toleranz sechs Stunden bis oftmals über 24 Stunden an, wobei Nachwirkungen nach dem ersten Konsum manchmal mehrere Tage andauern können. Hingegen dauert die Wirkung von Heroin bei einem körperlich Abhängigen, wenn er eine für sich durchschnittlich hohe Dosis konsumiert, nicht länger als 6–8 Stunden, wonach die Entzugserscheinungen langsam wieder einsetzen. Opioide wie das Diamorphinsubstitut Methadon besitzen eine Halbwertszeit von bis zu 24 Stunden. Die Dosistoleranz von Opioiden steigt bei täglichem Konsum zügig auf ein Mehrfaches an.

### Pharmakokinetik
Die Bioverfügbarkeit ist abhängig von der Konsumform.
Heroin ist deutlich stärker lipophil (fettlöslich) als Morphin und gelangt daher  rasch ins Gehirn, was zu einer starken Anflutung an den Wirkrezeptoren führt; daher löst eine intravenöse Heroin-Injektion einen initialen „Kick“ (auch Flash genannt) aus. Dieser Effekt ist bei allen anderen Konsumformen als der intravenösen Injektion aufgrund der langsameren Anflutung nach dem heutigen Stand der Wissenschaft zumindest stark abgeschwächt, wenn überhaupt vorhanden. Gründe dafür sind die langsamere Resorption, die vorzeitige Hydrolyse und der First-Pass-Effekt.
Die Hauptmetabolisierungsroute des Heroins ist
Heroin → 6-MAM → Morphin
Heroin wird im Körper rasch, mit einer Plasmahalbwertszeit von drei Minuten, zu 6-Monoacetylmorphin (6-MAM) deacetyliert. Daneben gibt es noch den inaktiven Metaboliten 3-MAM. Beide werden weiter zu Morphin hydrolysiert (Halbwertszeit ca. 20 Minuten). Etwa 1–10 % des Morphins werden in den ebenfalls aktiven Metaboliten Morphin-6-Glucuronid umgewandelt, der eine deutlich höhere Halbwertszeit als Morphin selbst aufweist und sich deswegen bei Patienten mit einer gestörten Nierenfunktion bei langandauernder Verabreichung anhäufen kann. Weitere 55–75 % des Morphins werden zu inaktivem Morphin-3-Glucuronid metabolisiert. Es wird auch zu etwa 5 % zu Normorphin verstoffwechselt.

### Nachweis
In forensischen Erfassungstests, sogenannten Screeningtests (englisch Screening ‚Überprüfung‘), können die metabolischen Rückstände chemischer Substanzen verschiedener Analgetika (beispielsweise Paracetamol), Barbiturate und Opiate wie Heroin toxikologisch im menschlichen Körper nachgewiesen werden. Hierfür wird in der klinischen Chemie bei Verdacht auf Intoxikation mit Medikamenten und Drogen das Screening aus Blutserum, Speichel, Sperma, Heparinplasma oder Urin verwendet.
Chemisch standardisiert können halbsynthetische Opiate wie Heroin jedoch nur über Urinausscheidungen nachgewiesen werden, da das Diacetyl-Morphin Heroin vom Organismus relativ schnell zu Morphin metabolisiert wird. Verfälscht werden kann der Urintest überdies durch opiatähnliche Substanzen gleicher Struktur oder Wirkung wie beispielsweise das Codein, welches in handelsüblichen Schmerzmitteln oder in Antitussiva (Hustensäften) vorkommt. Insofern muss ein positives toxikologisches Ergebnis nicht unbedingt auf einen Heroinmissbrauch schließen lassen.
Der zuverlässige qualitative und quantitative Nachweis in verschiedenen Untersuchungsmaterialien gelingt nach angemessener Probenvorbereitung durch chromatographische Verfahren in Kopplung mit der Massenspektrometrie.

### Toxikologie

Vergleich von Abhängigkeitspotential und Verhältnis zwischen üblicher und tödlicher Dosis verschiedener Drogen

Bei keiner anderen gängigen Droge ist die relative Differenz zwischen einer wirksamen und einer tödlichen Dosis so gering wie bei Heroin, wodurch sich in Kombination u. a. mit dem ebenfalls höchsten Abhängigkeitspotential und einer Tendenz zur Dosissteigerung die vergleichsweise hohe Zahl von Todesfällen erklären lässt. Die konkrete Dosis, die zum Tode eines Konsumenten führt, ist von Person zu Person sowie insbesondere stark von einer möglichen Toleranzentwicklung und damit auch vom Zeitpunkt des letzten Konsums abhängig. Ein langjähriger Dauerkonsument „verträgt“ u. U. das 10fache einer Menge, die bei einem Erstkonsumenten bereits zum Tode führen würde. Nach wenigen Tagen Konsumpause kann dieser Wert aber schon wieder sinken und eine entsprechende Hochdosierung auch für den Dauerkonsumenten tödlich enden. Problematisch sind auch die üblichen Verunreinigungen (Streckungen), die Konsumenten generell zu einer schwer kalkulierbaren Höherdosierung veranlassen, was dann u. U. bei unerwartet reinerem Stoff zum Tod führt.
Einige Quellen geben für die in 50 % der Fälle tödliche Dosis (LD50) Dosen von 1 bis 5 mg pro Kilogramm Körpergewicht für Erstkonsumenten an (75 bis 375 mg bei einer Person von 75 kg Körpergewicht). Tödliche Dosen wurden beim Menschen aber auch schon ab 10 mg (absolut) beobachtet.

### Antidote und Opioidantagonisten
Bei einer opiat- oder heroinbedingten Intoxikation werden Opioidantagonisten eingesetzt. In Deutschland wird häufig Naloxon-Hydrochlorid verwendet, welches die Aufnahme des Opioids an den Opioidrezeptoren blockiert. Problematisch ist hier die weitaus kürzere Halbwertszeit gegenüber dem Opioid. Dieser Antagonist wirkt zu kurzzeitig (etwa eine Stunde) und hebt außerdem die etwa drei bis vier Stunden dauernde analgetische (schmerzstillende) Wirkung des Heroins auf, was sofort zu heftigsten Entzugssyndromen (Schweißausbrüche, Schmerzen und Krämpfen bis hin zum Kreislaufkollaps) führen kann, wenn der Patient eine auch nur kleine Toleranz gegenüber Opioiden hat. Opioidantagonisten dürfen aufgrund ihrer Nebenwirkungen nur unter ärztlicher Kontrolle verabreicht werden. Vorsicht gilt in besonderem Maße für Substituierte mit dem halbsynthetischen Opioid Buprenorphin (z. B. Subutex), welches eine höhere Rezeptoraffinität als Naloxon besitzt – alle derzeit am Markt verwendeten Opioidrezeptor-Vollagonisten haben eine signifikant niedrigere Affinität als Naloxon und werden daher vom Naloxon schnell verdrängt – hingegen lässt sich aus diesem Grund Buprenorphin nur mit äußerst hohen Dosen Naloxon antagonisieren. Es besitzt außerdem eine interindividuell stark variable Halbwertszeit bis zu 48 Stunden, weshalb zusätzlich Naltrexon gegeben werden muss.

## Konsumformen

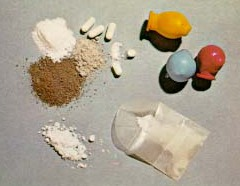
Heroin in Form von Pulver und als Pillen

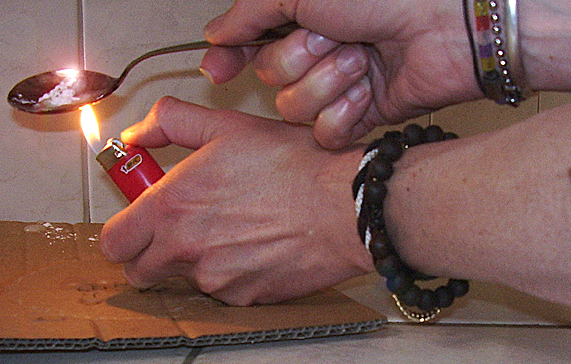
Aufkochen von Heroin mit Ascorbinsäure (Vitamin C) oder Zitronensaft

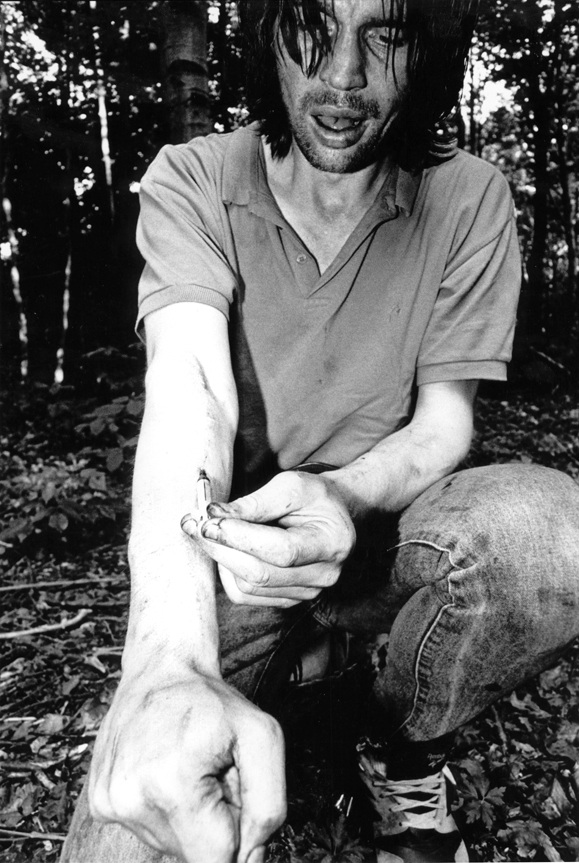
Intravenöser Heroinkonsum eines „Fixers“

Es gibt verschiedene Konsumformen, die alle mit Risiken verbunden sind. Die Sucht kann bei jeder Konsumform eintreten.

### Intravenöser Konsum
Der intravenöse Konsum (umgangssprachlich „drücken“, „ballern“ oder „fixen“) ist wohl die bekannteste Konsumform. Da die zumeist in Europa erhältliche Heroinbase nicht in Wasser löslich ist, braucht man einen Hilfsstoff, um sie in Lösung zu bringen. Das Heroin wird (in der Regel auf einem Löffel) mit einer Säure (pulverige Ascorbinsäure (Vitamin C) oder Zitronensaft) und Wasser erhitzt und danach durch einen Filter aufgezogen. Die Säure bewirkt beim Aufkochen die für die intravenöse Injektion notwendige Bildung eines wasserlöslichen Heroinsalzes.
Durch häufige intravenöse Injektionen unter nicht sterilen Bedingungen, wie sie unter Schwarzmarktbedingungen vorherrschen, bilden sich oft Hämatome und Vernarbungen, die eine Thrombose (Venenverschluss) verursachen können. Allerdings kann auch der injizierende Konsum von reinem Heroin, wie jede andere Injektion auch, zu Abszessen führen. Zittern als Entzugserscheinung führt zu einer erhöhten Verletzungsgefahr bei der Selbstinjektion. Es besteht die Gefahr, die Vene zu verfehlen und sich eine „Kammer“ unter die Haut zu spritzen („sich ein Ei schießen“), was bei ausbleibender medizinischer Behandlung zu Abszessen führen kann.
Die Benutzung derselben Kanüle durch mehrere Personen oder das Aufteilen einer aufgekochten Zubereitung birgt das Risiko einer Infektion mit HIV/AIDS und sonstigen durch das Blut übertragbaren Krankheiten (z. B. Hepatitis B und besonders Hepatitis C). Durch die Strecksubstanzen in Schwarzmarktheroin (Strychnin und viele andere) kann es zu lebensbedrohlichen Vergiftungen kommen.
Auf einen intravenösen Heroinkonsum deuten Einstichstellen (nicht nur am Arm) und Vernarbungen hin.

### Intranasaler Konsum
Zum Schnupfen (Sniefen, Sniffing) durch die Nase wird das Heroin zu feinem Pulver zermahlen. Ähnlich wie bei Kokain wird es anschließend mit einem Schnupfröhrchen durch die Nase eingezogen, wodurch es auf die Nasenschleimhaut gelangt. Dort geht es umgehend in die Blutbahn über und entfaltet dann seine Wirkung.
Wie auch beim intravenösen Konsum von Kokain besteht die Gefahr einer Überdosierung. Wird Heroin über einen längeren Zeitraum immer wieder auf die Nasenschleimhaut aufgebracht, trocknet diese aus und atrophiert, was wiederum Nasenbluten begünstigt. Da die Nasenschleimhaut nach einer toxischen Schädigung nur bedingt regenerationsfähig ist, bildet diese bei anhaltendem, extremem nasalem Heroinkonsum geschwürige Substanzdefekte aus, und kann – sofern im Bereich der Nasenscheidewand lokalisiert – diese unter Einbeziehung des Nasenscheidewandknorpels schließlich perforieren.
Gemeinsamer Gebrauch von Ziehwerkzeugen mit anderen Konsumenten kann zur Übertragung ansteckender Krankheiten führen.

### Inhalation
Das Inhalieren des Heroins (Slangbegriffe: Blowen, Chasing the Dragon, ein Blech rauchen, chineesen) ist eine Konsumform, bei der das Heroin auf einem Stück Alufolie verdampft wird. Dieser Dampf wird dann zum Beispiel mithilfe eines Aluröhrchens inhaliert. Da sublimiertes Heroin bei Raumtemperatur sehr schnell wieder kondensiert, setzt sich in dem Inhalationsröhrchen schnell eine Schicht Heroin ab, die von den Konsumenten, wenn sie eine bestimmte Menge erreicht hat, dann gesammelt und konsumiert wird. Der Vorteil des Inhalierens von Heroin ist die gut kontrollierbare Dosierung. Aufgrund des sofortigen Wirkungseintritts wird eine drohende Überdosis bemerkt, bevor eine zu große Menge der Droge konsumiert wurde, was beim Injizieren oder Sniefen nicht möglich ist. Bei den letzteren Konsumformen wird jeweils eine bestimmte Menge der Droge zugeführt und befindet sich dann im Körper. Die Wirkung erreicht ihren Höhepunkt also erst, nachdem der Konsument sich die entsprechende Menge zugeführt hat, sodass er keine Chance hat, diese zu korrigieren. Allerdings ist die Gefahr einer Überdosierung bei nasaler Aufnahme (sniefen) sehr gering, da über die Nase nur sehr viel geringere Mengen in kurzer Zeit aufgenommen werden können.
Seit 1982 werden unspezifische Veränderungen der weißen Hirnsubstanz mit der Inhalation von Heroin in Verbindung gebracht und als spongiforme Leukenzephalopathie bezeichnet. Auch wenn vermutet worden ist, dass beim Erhitzen des Heroins ein Streckstoff oder eine andere Substanz im Heroin in eine für das Gehirn schädliche Form umgewandelt werden könnte, bleiben Ätiologie und Pathogenese bislang ungeklärt.

### Orale Anwendung
Die orale Applikation von Heroin ist nicht weit verbreitet. Der Grund dafür ist, dass je nach Zustand des Verdauungssystems der Wirkungseintritt nach Konsum stark verzögert ist, die Wirkung langsam und graduell eintritt und sich der Rausch auch noch nach Stunden intensivieren kann. Im Gegensatz zum parenteralen Konsum tritt zudem der First-Pass-Effekt ein, der einen Teil des Wirkstoffes noch vor Erreichen der Rezeptoren eliminiert. Die benötigte Dosis ist dadurch größer, teurer und schwerer zu kontrollieren. In der Schweiz wird Heroin unter dem Namen Diaphin in Tablettenform an Patienten abgegeben, die in heroingestützter Behandlung sind.

### Mischkonsum
Der Konsum mehrerer Drogen gleichzeitig kann zu Wechselwirkungen führen, welche die Wirkung von Heroin verstärken. Es gibt sehr wenige Überdosierungen von Heroinabhängigen, die letal enden, wenn nur Heroin allein genommen wurde. Wenn allerdings Mischkonsum mit anderen sedierenden Substanzen wie Alkohol oder Benzodiazepinen wie zum Beispiel Flunitrazepam oder Diazepam betrieben wird, steigt die Gefahr einer lebensgefährlichen Überdosis enorm an.
Eine Mischung aus Heroin und Kokain wird umgangssprachlich „Cocktail“ oder „Speedball“ genannt. Hierbei ist die Wirkung der beiden Drogen entgegengesetzt, was vor allem für das Kreislaufsystem eine gefährliche Belastung darstellt. Die Gefahr einer Überdosierung ist dabei besonders hoch.
Werden mit Heroin auch Benzodiazepine eingenommen, besteht die Gefahr eines Atemstillstandes. Beide Stoffe wirken atemdepressiv, rufen also eine verminderte Aktivität der Atemmuskulatur hervor. Heroin kann über eine zerebrale Vaskulitis – vorwiegend in Zusammenhang mit Alkoholaufnahme – auch zu Blutungen im Gehirn führen.

## Logistik

Das Goldene Dreieck und der Goldene Halbmond sind die Hauptanbaugebiete von Opium.

Braunes Heroin (Heroinbase) wurde im Jahr 2015 hauptsächlich in Afghanistan und anderen Ländern in Südwestasien hergestellt. Das seltenere weiße Heroin (Heroinhydrochlorid, „Heroinsalz“) wurde früher hauptsächlich in Südostasien hergestellt, im Jahr 2015 vor allem in Afghanistan und vermutlich im Iran und in Pakistan. Diese als Goldener Halbmond bezeichnete Region ist der Hauptlieferant für den europäischen Markt.

### Handelsrouten
Der Rohstoff Opium wurde im Jahr 1979 vor allem in den benachbarten Staaten Afghanistan, Pakistan und Iran (zusammen 1600 Tonnen) sowie im goldenen Dreieck um Thailand (160 Tonnen) und in Mexiko (10 Tonnen, mit zuletzt stark steigender Tendenz) erzeugt. Bis in die 1980er Jahre war auch die Türkei ein wichtiger Opiumproduzent. In Deutschland ist die in Afghanistan hergestellte braune Heroinbase am gebräuchlichsten, wohingegen das vorwiegend in Südostasien produzierte weiße Heroin von relativ geringer Bedeutung ist.
Von den 1600 Tonnen Opium, die 1979 in den drei größten Erzeugerländern hergestellt wurden, wurden 1000 Tonnen im Inland verbraucht. Die restlichen 600 Tonnen wurden in chemischen Labors, die sich vor allem in Pakistan, Syrien, im Libanon, Iran und der Türkei befanden, in etwa 55 Tonnen Morphin umgewandelt.
Der Mohn, aus dem das Rohopium gewonnen wird, wird von Bauern angebaut. Es handelt sich dabei oft um Kleinbauern, für die das die einzige Geldeinkommensquelle ist. Einen Teil des Opiums verkaufen sie legal an staatliche Einrichtungen, die auch für die Kontrolle des Opiumanbaus verantwortlich sind. Der Rest wird an lokale Händler verkauft, die oft ein Vielfaches des offiziellen Preises zahlen. Im Dreiländereck Afghanistan, Iran, Pakistan wird ein großer Teil der Produktion von eigenen Händlergruppen en gros aufgekauft, die das Opium oder das bereits umgewandelte Morphin im Mittleren Osten weiterverkaufen.
Im Mittleren Osten wird das Morphin weiterverkauft, wobei oft Mitglieder der politischen und militärischen Eliten beteiligt waren. Anschließend gibt es verschiedene Möglichkeiten, wie das Morphin gen Westen kommt. Die beliebteste davon ist ein Transport über die Balkanroute, wo das Morphin beispielsweise in Zügen, Autos und auf Mauleseln nach Ankara und Istanbul transportiert und dann weiter über den Balkan nach Westeuropa geschafft wird. Hier wird das Morphin in Heroin umgewandelt, das für den europäischen oder nordamerikanischen Markt bestimmt ist. Eine zweite Möglichkeit ist der Transport über die sogenannte „Südroute“, welche vom Mittleren Osten über Ostafrika schließlich per Schiff oder Flugzeug nach Europa führt. Weniger gebräuchlich ist die „nördliche Schwarzmeerroute“ über die Kaukasusregion oder Anrainerstaaten des Schwarzmeers.
Heroin kann leicht transportiert und versteckt werden, es hat im Verhältnis zu seinem Wert ein geringes Gewicht und Volumen. Die Behörden sind daher nur imstande, einen Bruchteil des im Umlauf befindlichen Heroins zu beschlagnahmen.
Wie legale Waren wird auch Heroin von verschiedenen Händlern gekauft und weiterverkauft, jedoch wesentlich öfter. Je mehr Händler beteiligt sind, desto schwieriger ist es, die Großhändler ausfindig zu machen. Die Information, die kleinere Dealer vom nächsthöheren Dealerring (zum Beispiel über die Identität der Mitglieder) bekommen, beschränken sich meist auf ein Minimum. Um große Lieferungen kaufen zu können, werden von den Dealern oft vermögende Leute beteiligt, die der legalen und anerkannten Welt angehören (Freiberufler, Geschäftsmänner, Kaufleute). Diese haben mit dem Geschäft nichts zu tun, sie strecken lediglich unter der Hand größere Geldbeträge vor, mit denen die Drogen gekauft werden. Nach Geschäftsabschluss und oft kurzer Zeit erhalten sie ein Vielfaches des schwarz investierten Kapitals zurück.
Der Großhandel mit Heroin wurde in den 1980er Jahren zu einem erheblichen Teil von kriminellen Organisationen verschiedener Nationalität durchgeführt (zum Beispiel Mafiafamilien oder -Clans). Diese kauften große Mengen und verkauften die Drogen weiter an kleinere, unabhängige Gruppen, welche das Heroin dann weiter an die nichtkriminellen Konsumenten verkaufen. Um im größeren Stil im Heroingeschäft mitmischen zu können, benötigten die kriminellen Organisationen erstens Kapital zum Ankauf der Drogen und zur chemischen Umwandlung in geheimen Labors. Zweitens Gewalt, um die Konkurrenz zu bekämpfen, Zeugen, Polizisten und Beamte einzuschüchtern und schließlich sicherzustellen, dass eingegangene Abmachungen eingehalten werden. Die zur Gewaltausübung rekrutierten Personen reichten von arbeitslosen Jugendlichen bis hin zu Profimördern. Während sich in den Endphasen des Verteilungsprozesses beinahe jeder als kleiner oder mittlerer Dealer am Drogenmarkt betätigen konnte, war der Großhandel umkämpft und nur mit organisierter Gewalt kontrollierbar. Der Schmuggler Eric Chalier berichtete in den 1970ern vor Gericht, dass ein Kilo Morphin in Afghanistan 2.000 Dollar kostete, in der Türkei 3.500, in Griechenland 8.000 und in Mailand 12.000 Dollar. Eine weitere Möglichkeit, hohe Gewinne zu erzielen, ist die Veredelung des Morphins in das weitaus teurere Heroin. Hier lagen die Profite damals zwischen 1.000 und 2.000 Prozent. Während es in Afghanistan noch jedem größeren Bauern möglich ist, mit Opium zu handeln, erfordert Heroinhandel in Europa ein gewisses verfügbares Kapital.

### Preisentwicklungen
Der Schwarzmarktpreis ist stark vom Reinheitsgrad und dem Verkaufsort abhängig. Die Reinheit des „braunen Heroins“ lag um 2008 herum in den meisten europäischen Ländern zwischen 15 % und 25 %. In Ländern wie Österreich, Griechenland und Frankreich liegt der Wert unter 10 % und in Großbritannien bei 41 %. Die Reinheit des „weißen Heroins“ liegt höher bei 45 % bis 71 %. Der durchschnittliche Preis des „braunen Heroins“ lag in den meisten europäischen Ländern zwischen 30 und 45 Euro pro Gramm, in Schweden bei 110 Euro pro Gramm, in der Türkei dagegen nur 7–10 Euro pro Gramm bei einer durchschnittlichen Reinheit zwischen 30 und 50 Prozent. Der Preis des selten gehandelten „weißen Heroins“ wurde in wenigen europäischen Ländern zwischen 27 und 110 Euro pro Gramm gemeldet. Die Preise hatten eine sinkende Tendenz.

## Gefahren

Vergleich von 20 verbreiteten Drogen in Bezug auf Abhängigkeitspotential und Gesundheitsgefahren

### Abhängigkeit
Heroin zählt zu den Substanzen mit dem höchsten Abhängigkeitspotential überhaupt. Körperliche Entzugserscheinungen können je nach individueller Konstellation bereits nach zwei Wochen täglichen Konsums auftreten.

### Gesundheitliche Risiken
Nicht jeder mit Heroin experimentierende (psychisch stabile und sozial abgesicherte) Konsument wird zwangsläufig abhängig.
Nichtsdestoweniger führt die sich in der Regel rasch entwickelnde und ausgeprägte körperliche und psychische Abhängigkeit mit ihren Folgen, das Leben in der Drogenszene (mit Vernachlässigung, sozialer Marginalisierung, Disstress, Delinquenz, Obdachlosigkeit), die indirekten Gesundheitsschäden (u. a. Infektionen, Thrombophlebitiden, Embolien bei intravenösem Konsum ohne entsprechende Maßnahmen zur Sterilität) sowie die häufig nachweisbaren Komorbiditäten zu einer gegenüber der Normalbevölkerung 20–50-fach erhöhten Sterblichkeit. Die Suizidrate ist gegenüber der gleichaltrigen Normalbevölkerung um das 14fache erhöht. Zunehmend wird erkannt, dass Schadensminimierung (harm reduction) sich nicht auf die körperlichen und psychischen Probleme des einzelnen Konsumenten beschränken darf, sondern auch soziale (und damit politische) Lösungen für ein soziales Problem erfordert.
In Deutschland wurden im Jahr 2010 529 Todesfälle gezählt, die direkt mit dem alleinigen Konsum von Heroin in Verbindung standen. In 326 weiteren Todesfällen war Heroin neben anderen Drogen ebenfalls involviert. Heroin spielte somit in rund 70 % aller mit dem Konsum illegaler Drogen in Verbindung gebrachten Todesfälle eine Rolle. Im Jahr 2013 wurden in Deutschland 194 Todesfälle im direkten Zusammenhang mit Heroin/Morphin gezählt, in 280 weiteren Fällen war Heroin neben anderen Drogen involviert. Der somit auf etwa 47 % gesunkene Anteil lässt sich durch einen entsprechend gestiegenen Anteil an Todesfällen erklären, der mit Opiat-Substitutionsmitteln in Verbindung gebracht wird. Bezogen auf das Jahr 2014 veröffentlichte die Drogenbeauftragte der Bundesregierung keine konkreten Zahlen, bezeichnete Heroinmissbrauch aber weiterhin als Hauptursache in Bezug auf die Zahl der Drogentoten. Die Sterblichkeit der Opioidabhängigen ist in der Schweiz gegenüber der Normalbevölkerung nur noch geringfügig erhöht, da rund Dreiviertel in dauerhafter Behandlung mit Opioidagonisten (Methadon, Morphin, Heroin) stehen und gegen HIV oder HCV behandelt werden.
Akutes körperliches Symptom einer Intoxikation ist hauptsächlich eine dosisabhängige Atemdepression, die durch gleichzeitig eingenommene Sedativa (meist den Beikonsum von Benzodiazepinen) erheblich verstärkt wird.
Eine nachgewiesene Folge des Langzeitkonsums ist die Obstipation, welche allerdings auch kurzfristig auftreten kann, da die µ2-Rezeptoren im GI-Trakt wenig oder gar keiner Toleranzentwicklung unterworfen sind, weswegen dieses Symptom bei Dauerkonsum auch langfristig bestehen bleiben kann. Unregelmäßigkeiten des Menstruationszyklus (Oligomenorrhoe oder Amenorrhoe), Unfruchtbarkeit und Abnahme der Libido sind teilweise auf Heroin (oder Opioide) zurückzuführen. Auswirkungen der Opioide auf das Hormonsystem sind vielfach nachgewiesen. So kommt es zu einer Abnahme der Blutspiegel des Luteinisierenden Hormons (LH) und Follikel-stimulierenden Hormons (FSH), im Verlauf einer Substitutionsbehandlung bei vielen Frauen aber auch wieder zu einer Normalisierung, womit die Gefahr unerwünschter Schwangerschaften steigt. Es wird angenommen, dass zumindest ein großer Teil dieser hormonellen Veränderungen, die zur Oligo- oder Amenorrhoe führen, auf die Lebensumstände von Opioidabhängigen unter Prohibitionsbedingungen (unausgewogene/Mangelernährung, reduzierter Allgemeinzustand aufgrund diverser Infektionen, welche durch unsauberen i.v.-Konsum entstehen, soziale Ausgrenzung usw.) zurückzuführen ist.
Neugeborene heroinabhängiger Mütter weisen in der Regel ein Neugeborenen-Entzugssyndrom auf, welches zwar nicht grundsätzlich lebensgefährlich für das Neugeborene ist; jedoch wird angenommen, dass durch den vorgeburtlichen Dauerkontakt mit exogenen Opioiden biochemische/physiologische Veränderungen im ZNS/Neurotransmitterstoffwechsel stattfinden. Welche Auswirkungen das konkret hat, ist bisher noch nicht genau bekannt.
Injektion oder Inhalation von Heroin kann über eine Beeinflussung des Hippocampus die Krampfschwelle senken und damit Krampfanfälle auslösen. Diese stellten im bundesdeutschen Modellprojekt zur heroingestützten Behandlung Opiatabhängiger bei den insgesamt 156 Teilnehmern eines Beobachtungszeitraums von vier Jahren mit insgesamt zehn Fällen das häufigste schwerwiegende unerwünschte Begleitsymptom dar. Unter Methadon-Substitution dürften epileptische Anfälle seltener auftreten.
Nach den CASCADE-Daten war die Übersterblichkeit von HIV-infizierten Drogenkonsumenten 2004/2006 insgesamt 3,7-fach höher als bei HIV-infizierten männlichen Homosexuellen.

### Soziale Folgen

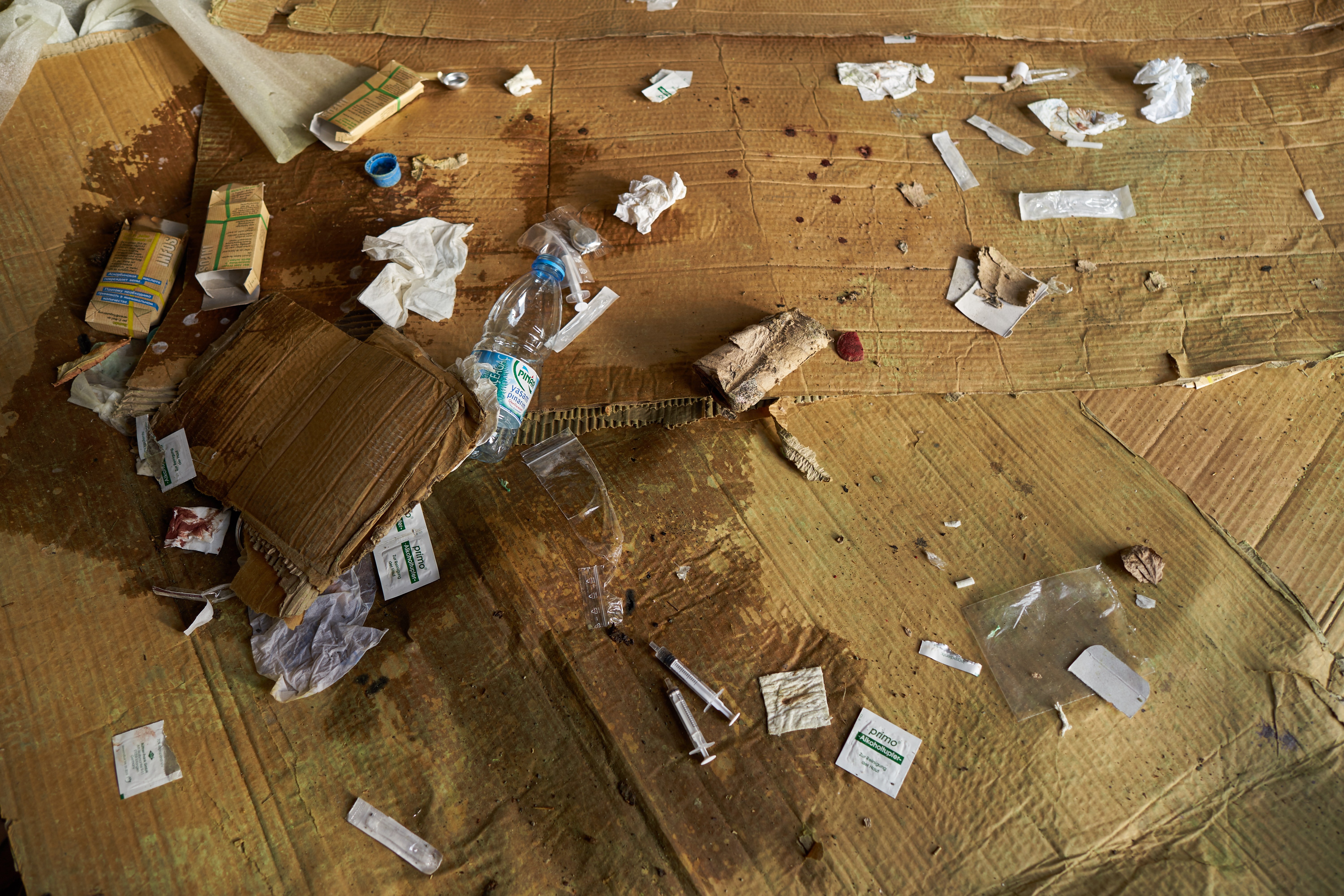
Verschmutzter Platz in einem Versteck zum Heroinkonsum

„Längerdauernde Heroinabhängigkeit führt in einem Teil der Fälle zu schwerwiegenden sozialen Folgen, unter anderem aufgrund der Kriminalisierung durch Beschaffung, Besitz und Handel des illegalen Rauschmittels.“ Die durch Heroinkonsumenten begangenen Straftaten, welche in die Kategorie Beschaffungskriminalität fallen, können nicht auf die Substanz an und für sich zurückgeführt werden, sondern müssen mit der Kriminalisierung der Beschaffung erklärt werden. Eine kontrollierte Legalisierung könnte diesen Teil der kriminellen Belastung beseitigen (siehe erfolgreiche Pilotversuche in Deutschland, Schweiz, Niederlanden, England usw.).
Oft versetzen abhängige Konsumenten ihren gesamten Besitz, um die Substanz zu finanzieren, was mit sozialem Abstieg verbunden ist (der per se zu einer vermehrten Gesundheitsbeeinträchtigung  führt). Die Betroffenen sind meist nicht imstande, einer Arbeit nachzugehen, werden häufig obdachlos, auch weil sie es nicht mehr schaffen, ihren Verpflichtungen (Ämtergänge etc.) nachzukommen oder weil das gesamte Bargeld für Drogen ausgegeben wird.
Allerdings gibt es auch eine nicht bekannte Zahl von Heroinabhängigen (über die z. B. in der niedrigschwelligen Drogenhilfe wiederholt berichtet wurde), die ihrer Arbeit geregelt nachgehen, sozial integriert sind und ihrem Umfeld ihre Abhängigkeit verheimlichen können, sodass nicht zwingend ein sozialer Abstieg folgt.

## Entzug
Wenn stark Heroinabhängige nicht innerhalb von acht bis zwölf Stunden nach dem letzten Konsum eine weitere Dosis zu sich nehmen, kommt es zu Entzugssymptomen. Dieser Entzug ist im Allgemeinen nicht lebensbedrohlich, aber oft sehr gefürchtet und körperlich sehr anstrengend.
Sämtliche Entzugsmethoden werden kontrovers diskutiert. So kann beispielsweise ein „Turboentzug“ mit Opioidantagonisten wie Naltrexon (forcierter Opioidentzug in Narkose) mit schwersten gesundheitlichen Risiken verbunden sein. Nach einem körperlichen Entzug besteht die Gefahr, dass die zuvor gewohnte Dosis bei erneutem Konsum wegen einer Toleranzabsenkung zu einer Überdosierung führen kann. Heroinentzug führt zu einer erhöhten Sterblichkeit. In entzogenem Zustand ist die Sterblichkeit gegenüber mit Methadon oder anderen Opioiden behandelten Opioidabhängigen um ein Vielfaches erhöht.

## Modellversuch zur diamorphingestützten Behandlung
Das Bundesministerium für Gesundheit initiierte in Kooperation mit den Bundesländern Hamburg, Hessen, Niedersachsen und Nordrhein-Westfalen und den Städten Frankfurt am Main, Hamburg, Köln, Bonn, Hannover, München und Karlsruhe ein Modellprojekt zur heroingestützten Behandlung Opiatabhängiger. Im März 2002 lief das Projekt in Bonn an, die anderen Städte folgten nach und nach. Dabei erhielten Opiatabhängige, bei denen bisherige Drogentherapien nicht erfolgreich waren oder bei denen die Methadonsubstitution nicht befriedigend verlief, pharmakologisch reines Heroin (Diacetylmorphin, Diamorphin) zur intravenösen Einnahme unter Aufsicht; eine Kontrollgruppe erhielt parallel die Ersatzdroge Methadon. Beide Gruppen wurden regelmäßig medizinisch betreut und erhielten eine psychosoziale Begleittherapie. Die Zuweisung zu den beiden Gruppen wurde per Zufall vorgenommen; Teilnehmer der Methadongruppe konnten, als Anreiz, nach dem Jahr zur Heroingruppe wechseln. Die Trennung in Experimentalgruppe (Heroin) und Kontrollgruppe (Methadon) war erforderlich, da es sich bei der Studie um eine klinische Arzneimittelprüfung handelte, was für eine mögliche Zulassung von Heroin als Medikament die Voraussetzung darstellte.
Beide Gruppen wurden nochmals unterteilt in Untergruppen, die mit unterschiedlichen Verfahren psychosozial betreut wurden, entweder durch Case-Management oder in Form von Drogenberatung mit Psychoedukation. Die Rekrutierung erstreckte sich bis Ende 2003. Insgesamt nahmen 1032 Patienten an dem Projekt teil. Im Ergebnis traten in der Diamorphingruppe mehr Zwischenfälle auf, die gesundheitliche und soziale Situation der Patienten verbesserte sich aber im Vergleich zu denen der Methadongruppe signifikant.
Das Projekt war ursprünglich auf zwei beziehungsweise drei Jahre angelegt (zwei Jahre Studie und ein Jahr Auswertung der Studie), wurde aber im August 2004 bis 2006 verlängert, da man die Behandlung nicht abbrechen wollte, aber erst 2006 über die Zulassung von Heroin als Medikament entschieden werden sollte. Nachdem die CDU eine Aufnahme der diamorphingestützten Behandlung in die Regelversorgung lange Zeit blockiert hatte, wurde diese im Mai 2009 schließlich mit den Stimmen von SPD, FDP, Linkspartei und Grünen beschlossen.
In Großbritannien ist Heroin als Schmerzmittel verschreibungsfähig und wird von einigen Ärzten mit Genehmigung des Home Office auch an Heroinsüchtige verschrieben. Diese Behandlungspraxis existiert schon seit den 1920er-Jahren, wurde in den 1970er-Jahren allerdings stark reduziert. Zurzeit werden in ganz England nur einige hundert Suchtkranke mit Heroin behandelt.
In den Niederlanden liefen ebenfalls schon Versuche einer heroingestützten Behandlung, die sehr positive Ergebnisse erzielten, genauso wie in Spanien, Belgien, Kanada und Dänemark.
In der Schweiz wurde die Heroinabgabe im Rahmen der PROVE-Versuche (Projekte zur Verschreibung von Betäubungsmitteln) 1991 durch das Bundesamt für Gesundheitswesen BAG unter Flavio Cotti vorbereitet und vom eidgenössischen Bundesrat am 21. Oktober 1992 beschlossen: Versuche der ärztlich kontrollierten Drogenabgabe erlaubten die Abgabe von Heroin, Methadon und Morphin in spritzbarer Form, Heroin (und sehr beschränkt Kokain) in rauchbarer Form und von Heroin, Methadon und Morphin als schluckbare Zubereitungen. Die Heroinabgabe wurde 2008 per Volksabstimmung dauerhaft in Sonderinstitutionen erlaubt. Theoretisch könnte Heroin in Palliativbehandlungen durch jeden Arzt in der Schweiz verschrieben werden. Heute ist Heroin, Diacethylmorphin, DAM, in der Schweiz unter dem Handelsnamen Diaphin registriert. Da Heroinbehandlungen nur in sehr restriktiven Sondersettings erlaubt sind, haben sie nie eine wichtige Bedeutung zur Bewältigung der in den 1990er Jahren extremen Drogenprobleme erlangt. Zu keinem Zeitpunkt waren mehr als 3 Prozent der Süchtigen in der Schweiz in Heroinbehandlung (dagegen sind seit Mitte der 1990er Jahre immer mehr als die Hälfte der Opioidabhängigen in Substitutionsbehandlungen mit Methadon, Morphin retards oder Buprenorphin).
Da durch die „Nulltoleranzstrategie“ und Kriminalisierung keine Verringerung der Zahl der Heroinsüchtigen erreicht werden konnte und kann, entstanden dort, wo Heroinsüchtige aufgrund ihrer Anzahl und segregierten Existenz (oft an zentralen Plätzen von Großstädten, etwa am Zürcher Platzspitz) von einer breiteren Öffentlichkeit als Gesundheits- und Sicherheitsproblem wahrgenommen wurden, neue Wege des Umgangs mit Heroinsüchtigen. Insbesondere entstand so die akzeptierende Drogenarbeit, deren wesentliches Merkmal die Einrichtung von Drogenkonsumräumen als sicherer Rahmen fürs Konsumieren ist.
2023 beschreibt Correctiv, wie die an sich sinnvolle Gabe von Diamorphin durch ihre Lukrativität möglicherweise zu häufig angewendet wird.

## Heroin und Kunst
Heroin spielt, wie auch andere Drogen, im Leben und Werk mehrerer Musiker eine Rolle. Bekannte Rockbands thematisierten den Gebrauch und die Folgen von Heroin in ihren Songs.

### Jazz
Eine der ersten Künstlerszenen, in denen häufig Heroin gespritzt wurde, war die New Yorker Jazzszene der 1940er und 1950er Jahre. Teilweise auch infolge von Charlie Parkers Heroinkonsum übernahmen andere Jazzmusiker die Angewohnheit, manche davon mit ausdrücklichem Verweis auf Parkers zugeschriebenes Improvisationstalent. Musiker wie Chet Baker, Art Blakey, John Coltrane, Miles Davis, Stan Getz, Grant Green, Dexter Gordon, Billie Holiday, Jackie McLean, Hank Mobley, Thelonious Monk, Bud Powell und Sonny Rollins konsumierten über einen längeren Zeitraum Heroin und waren zeitweise Junkies.
Mit Paul Chambers, Sonny Clark, Elmo Hope, Fats Navarro, Charlie Parker und Freddie Webster gab es mehrere prominente Herointote. Parker setzte seinem Dealer Emry Bird mit der Komposition Moose the Mooche ein musikalisches Denkmal. Anita O’Day nannte ihre 1981 erschienene Autobiografie High Times, Hard Times.

### Rock
John Lennon schrieb 1969 den Song Cold Turkey. Darin beschrieb er den Versuch, gemeinsam mit Yoko Ono von der Droge loszukommen. Janis Joplin starb 1970 nach einer Überdosis Heroin. Die Rolling Stones veröffentlichten die Songs Coming Down Again („Wieder runterkommen“) und Before They Make Me Run, die von Keith Richards geschrieben wurden und von seiner Heroinsucht handeln. Mick Jagger schrieb die Songs Monkey Man und zusammen mit Marianne Faithfull Sister Morphine. Das Album Sticky Fingers, welches in den britischen und amerikanischen Charts Platz eins erreichte, behandelt in jedem Track Aspekte von Drogenkonsum.
Black Sabbath schrieben mit Hand of Doom einen Song, der sich mit der oft vernichtenden Wirkung der Droge befasste.
Die New Yorker Band The Velvet Underground, besonders Lou Reed, schrieb mehrere Songs über Heroin: Waiting for the Man und das eindeutig betitelte Heroin gelten als Klassiker des drogeninspirierten Rock.
Im Punk-Rock war Heroin zum Ende der 1970er-Jahre ein verbreitetes Thema. Die Ramones weigerten sich, den von Dee Dee Ramone geschriebenen Song Chinese Rocks zu spielen, da er zu offensichtlich Drogenmissbrauch thematisierte. Dee Dee vollendete das Lied mit Richard Hell von den Heartbreakers. Der Song wurde zu einem der populärsten Stücke der Gruppe.
Das wohl bekannteste Lied der Stranglers, Golden Brown, dreht sich nach Aussage von deren damaligem Frontmann Hugh Cornwell um Heroin, zwecks Wahrung der Zweideutigkeit im Text aber auch um ein Mädchen. Ein ähnliches lyrisches Mittel ließ Lou Reed in seiner Ballade Perfect Day aus dem Jahr 1972 durchblicken.
Einer der bekanntesten Songs von Red Hot Chili Peppers, Under the Bridge, thematisiert die Heroinerfahrungen des Sängers Anthony Kiedis in den Drogenregionen von Los Angeles.
Der Christian-Death-Sänger Rozz Williams beschrieb in seinem letzten Soloalbum vor seinem Suizid, From the Whorse’s Mouth, seine Suchtprobleme.
Kurt Cobain injizierte sich zur Zeit der Veröffentlichung von Nevermind regelmäßig die Droge.
Kevin Russell, Sänger der Band Böhse Onkelz, war jahrelang abhängig. Die Band thematisiert dies im Song H, der sich auf dem Album Hier sind die Onkelz von 1995 befindet. Außerdem beschäftigt sich der Song Hast du Sehnsucht nach der Nadel? auf dem Album Es ist soweit von den Böhsen Onkelz von 1990 mit dem Thema der Sucht.
Der niederländische Rockmusiker Herman Brood war ebenfalls jahrzehntelang abhängig. In Liedern wie Rock’n’Roll Junkie und Dope Sucks setzte er sich mit Heroin auseinander. Er nahm sich das Leben, im Juli 2001 nach einer Entgiftung. Laut seinem Abschiedsbrief erschien ihm ein Leben ohne Drogen nicht lebenswert.
Einige bekannte Rockmusiker starben an den Folgen ihrer Sucht, wie John Belushi, Janis Joplin, Phil Lynott, Dee Dee Ramone, Hillel Slovak und Sid Vicious.